# Aranypapagáj
Az aranypapagáj (Guaruba guarouba), korábban aranyaratinga, a madarak (Aves) osztályának papagájalakúak (Psittaciformes) rendjébe, ezen belül a papagájfélék (Psittacidae) családjába tartozó Guaruba madárnem egyetlen faja.

## Neve és rendszertani besorolása
Ezt a papagájt legelőször 1638-ban, az új-hollandiai expedíció során, Georg Marcgrave német természettudós írta le, illetve nevezte meg; ő a guaruba nevet adta a madárnak. A portugálok és az őslakósok ararajuba-ként említették ezt a papagájt, ami annyit jelent, hogy „kis sárga ara”. A madártenyésztők körében „Bajorország Királynője papagájként” is ismert.
A korábbi rendszertani besorolás szerint, az Aratinga nembe tartozott Aratinga guarouba néven. Manapság saját, monotipikus nemet kapott. René Primevère Lesson francia természettudós és Johann Friedrich Gmelin német naturalista, a tupi indiánok guaruba szavából alkották meg, a papagáj jelenlegi nemi és faji szintű taxonjait.
A molekuláris genetikai kutatások azt mutatják, hogy az aranypapagáj legközelebbi rokon az északi törpeara (Diopsittaca nobilis). Szintén közeli rokonságban áll az aranykantárú papagájjal (Leptosittaca branickii).

## Előfordulása
Dél-Amerikában, Brazília északi területén honos. Az Amazonas-medence több részén is felelhető. A Pará és a Maranhão államokon átfolyó Tocantins, Xingu és Tapajós folyók mentén is előfordul. Az előfordulási területe, körülbelül 174 000 négyzetkilométert foglal magába.
Az aranyaratingát az erdőirtások, árvizek és az illegális begyűjtése veszélyezteti. Felkerült a Washingtoni egyezmény (CITES) 1. listájára, a különösen veszélyeztetett fajokról szólóra, amely tiltja a vele való nemzetközi kereskedelmet.
Összehangolt tenyésztéssel próbálják meg megmenteni a fajt a teljes kipusztulástól. Európában az Európai Állatkertek és Akváriumok Szövetsége felügyelete alá tartozó Európai Veszélyeztetett Fajok Programja (EEP) keretében tenyésztik a faj egyedeit.

## Megjelenése
Tollazata aranysárga, evezőtollai sötétzöldek. Testhossza 34 centiméter, testtömege 270 gramm. A csőre nagy és szürke. A barna szemei körül, rózsaszínes, csupasz bőr gyűrű van. A lábai rózsaszínek. A fajon belül nincs nemi kétalakúság, azaz a hím és a tojó egyforma megjelenésűek. A fiatal tollazata kevésbé élénk sárga, és több zöld tollazata van, például: a fején, a nyakán és  hátán; a begye is zöldes. A fiatal szemgyűrűje halványszürke és lábai barnák.
|  |  |

## Életmódja
Egy 1986-os kutatás szerint, az aranypapagáj az év során két különböző élőhelyet használ. A száraz évszakban a magasabban levő erdőkben él, míg a nedves évszakban, amikor költeni akar, a nyíltabb terepeket és a kultúrtájakat keresi fel. Csapatokban él; a madarak együtt táplálkoznak, alszanak és költenek. Sokféle maggal és gyümölccsel táplálkoznak.

## Szaporodása
A papagájok csoportján belül az aranyaratinga szaporodása igen különleges, mivel a fiókák felnevelésében nemcsak a költőpár, hanem néhány másik egyed is szerepet játszik. A fogságban ez nem jellemző; sőt a szülők is elhagyják fiókáikat három hét után.
Az ivarérettséget 3 évesen éri el. A költési időszaka novembertől februárig tart. A fészket magas fák mély odvaiba készíti. A fészekalj általában 4 darab, 37,1 x 29,9 milliméteres tojásból áll. A költés 30 napig tart; a költésben mindkét szülő részt vesz. Ha bár 3 évesen válik ivaréretté, a tojó 6 éves koráig termékenyítetlen tojásokat rak. Fogságban, ha elveszik a madártól az első fészekaljat, akkor nemsokára másikat rak.
Az újonnan kikelt aranyaratingát fehér pihe fedi, amely egy héten belül sötété válik. Életének harmadik hete végén kinőnek a szárnytollai. A fiatal játékos kedvű, azonban agresszívé is válhat. A fiókák legfőbb ragadozói a tukánfélék (Ramphastidae), talán ezért ilyen különös eme papagáj csoportban való szaporodási szokása.
|  |

### Fordítás
- Ez a szócikk részben vagy egészben  a   Golden parakeet című angol Wikipédia-szócikk ezen változatának fordításán alapul.  Az eredeti cikk szerkesztőit annak laptörténete sorolja fel. Ez a jelzés csupán a megfogalmazás eredetét és a szerzői jogokat jelzi, nem szolgál a cikkben szereplő információk forrásmegjelöléseként.